# Девушка с голодными глазами
«Девушка с голодными глазами» — американский фильм ужасов 1995 года, поставленный режиссёром Джоном Джейкобсом по мотивам одноимённого рассказа Фрица Лейбера.

## Сюжет
Саут Бич, Майами, 1937 год. Модель Луиза Бальфур совершает самоубийство после того, как выяснила, что жених обманул её. Она прячет ключ и свой контракт в отеле «The Tides», а затем вешается в своей комнате.
Саут Бич, Майами, наши дни: отель пришёл в упадок и скоро должен быть снесён. Однажды в сильную грозу Луиза Бальфур воскресает в том же номере, где она умерла много лет назад. Её возродила душа отеля с миссией найти кровь, что позволит зданию существовать вечно. Она находит не слишком удачливого фотографа Карлоса с предложением работать с ним, однако сперва не производит на него впечатления.
Однако когда его работодатели видят фотографии девушки, то сразу впечатляются ими и даже выплачивают серьёзный аванс. Луиза же выходит на охоту, и с каждой новой жертвой отель словно бы оживает.
Карлос серьёзно обеспокоен тем, что не знает, как можно найти девушку — она оставила ему ключ, но мужчина потерял ключ (вернее, забыл его у одного своего приятеля-бездельника). Однако девушка сама возвращается за ключом. Тогда Карлос предлагает ей работать с ним и соглашается на все условия Луизы, в том числе: работать только в ночное время, не организовывать встречи девушки с кем-либо из клиентов, не знать ни её номера телефона или адреса. Вдобавок ко всему он не должен видеть её после работы под угрозой больше никогда её не увидеть.
На следующую ночь, когда они работают, в мастерскую Карлоса заявляются бандиты, требующие у фотографа деньги. Тогда Луиза убивает их. На следующую ночь она и Карлос занимаются любовью, так что девушка остаётся до самого утра. Когда она поднимается к себе, Карлос находит у приятеля ключ, с помощью которого открывает почтовый ящик, где находит контракт. После этого он приходит к Луизе с предложением быть всегда вместе. Луиза соглашается и через поцелуй превращает его в вампира. Теперь их задача — восстановить отель, так как их бытие зависит от его существования.

## В ролях
- Кристина Фултон — Луиза
- Айзек Тернер — Карлос
- Леон Херберт — Джонни
- Бретт Карр — Бад
- Сьюзен Родс — Мэнди
- Лерой Джонс — Зиппо
- Омар Мартинес — Рико
- Джон Джейкобс — Генри